# Nils Öström
Johan Nils Henning Öström, född 6 januari 1886 i Stockholm, död där 9 mars 1940, var en svensk tjänsteman och socialarbetare.
Nils Öström var son till kyrkovaktmästaren Johan Petersson och Ulrika Sofia Skild. Han avlade mogenhetsexamen 1905 vid Högre realläroverket i Stockholm och inträdde samma år som extraordinarie tjänsteman vid Stockholms stads fattigvårdsnämnd, där han kom att verka under hela sitt liv. 1905–1918 tjänstgjorde han på hälso- och fattigvårdsnämndernas ombudsmannaexpeditioner, utnämndes 1918 till aktuarie för pensionsärenden och 1919 till fattigvårdsinspektörsassistent, vilken befattning 1920 omändrades till biträdande fattigvårdsinspektör. Han blev 1922 biträdande sekreterare i den kommitté, som hade i uppdrag att omorganisera fattigvårdsväsendet i Stockholm, förordnades 1931 till tillförordnad fattigvårdsinspektör och utnämndes 1933 till Stockholms förste fattigvårdsdirektör. Som sådan gjorde han en betydande insats vid genomförandet av en ny ordning för stadens fattigvård. Öström var 1915–1931 kyrkonotarie i Brännkyrka församling, och sekreterare i Brännkyrkas skolråd samt uppehöll 1913–1921 befattningen som redogörare och protokollförare hos församlingens fattigvårdsstyrelse. Från 1923 till sin död var han ordförande i styrelsen för alkoholistanstalten Björknäs och från 1925 även i styrelsen för arbetshemmet Östbyholm. Från 1925 var han ledamot av styrelsen för Svenska fattigvårds- och barnavårdsförbundet samt 1923–1927 ledamot av Stockholms stads nykterhetsnämnd.